# Auge (córka Aleosa)
Auge (gr.: Αὔγη, Auge) – córka króla Tegei Aleusa, matka Telefosa. Postać z mitologii greckiej. Mit jej wiąże się z cyklem Heraklesa, a poprzez opowieść o jej synu, z cyklem trojańskim. Pierwotnie prawdopodobnie mogła być boginią księżyca.

## Kapłanka Ateny

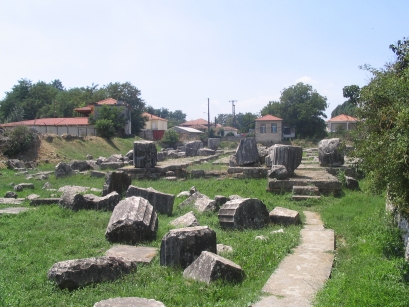
Ruiny świątyni Ateny Alea w Tegei

Według Apollodorosa z Aten Auge była córką króla Tegei, Aleusa, syna Afejdasa i Neajry, córki Pereusa. Gdy dorosła, jej ojciec wybrał się do wyroczni delfickiej. Pytia przepowiedziała mu, że syn jego córki zabije dwóch braci jego żony. Po powrocie do domu mianował więc Auge kapłanką w wystawionej przez siebie świątyni Ateny Alei, w której Pauzaniasz, jeszcze w II wieku po Chr. widział święte łoże bogini. Umieściwszy córkę w świątyni, ojciec zagroził jej, że ją zabije, jeśli złamie ona śluby czystości. Jakiś czas później przechodził przez Tegeę Herakles, wybierając się do króla Augiasza lub też wracając ze Sparty. Aleus podjął go gościnnie w świątyni Ateny. Podniecony winem Herakles zgwałcił dziewiczą kapłankę w pobliżu fontanny znajdującej się na północ od świątyni, którą podróżnym przybyłym do Tegei pokazywano jeszcze w II wieku. Auge nie wzywała pomocy, a część autorów twierdzi, że sama zorganizowała to spotkanie. Wedle starszej wersji mitu Herakles obcował z Auge nie w Tegei, a w Troi, gdy wyruszał po konie Laomedonta. Stamtąd w niejasnych okolicznościach miała się przenieść do Myzji.
Fakt istnienia w świątyni tegejskiej świętego łoża bogini oraz rzekomego zgwałcenia kapłanki Auge przez Heraklesa pozwala utożsamić Atenę Alea z Anath, orgiastyczną boginią księżyca, której kapłanki każdego roku zawierały małżeństwo ze świętym królem w celu zapewnienia dobrych zbiorów. Zwyczaj ten jest poświadczony dla świątyni Herkulesa w Rzymie, gdzie jego oblubienica nazywała się Akka. Boskie dzieci zrodzone z tego związku stawały się duchami zboża nadchodzącego roku. Atena Alea była zresztą boginią zboża i patronką młynów. Na podobny kontekst wskazują też liczni synowie Heraklesa ze związków z nimfami.

## Wygnanie
Po wyjeździe Heraklesa Tegeę dotknęła klęska suszy. Aleus, poprosiwszy Pytię o przepowiednię, dowiedział się, że w świątyni Ateny została popełniona zbrodnia. Odwiedziwszy świątynię, znalazł Auge w daleko posuniętej ciąży. Nie dał wiary jej zapewnieniom, że została zgwałcona przez Heraklesa. Zapłakaną zawlókł na rynek tegejski, gdzie Auge padła na kolana, w miejscu, gdzie potem wzniesiono pomnik Auge na kolanach. Aleusowi wstyd było zabić córkę w miejscu publicznym, namówił więc króla Naupliosa, by go wyręczył i utopił Auge. Nauplios zabrał ciężarną Auge, ale ta po drodze, na górze Partenios, dostała bólów porodowych. Oddaliła się pod lada jakim pretekstem w las i urodziła syna, którego ukryła w gąszczu leśnym. W Nauplion król, zamiast utopić królewnę, postanowił ją dobrze sprzedać na targu niewolników. Nabył ją kupiec z Karii, który następnie odsprzedał ją Teutrasowi, królowi Myzyjskiej Teutratenii. Kupiwszy Auge Teutras poślubił ją.

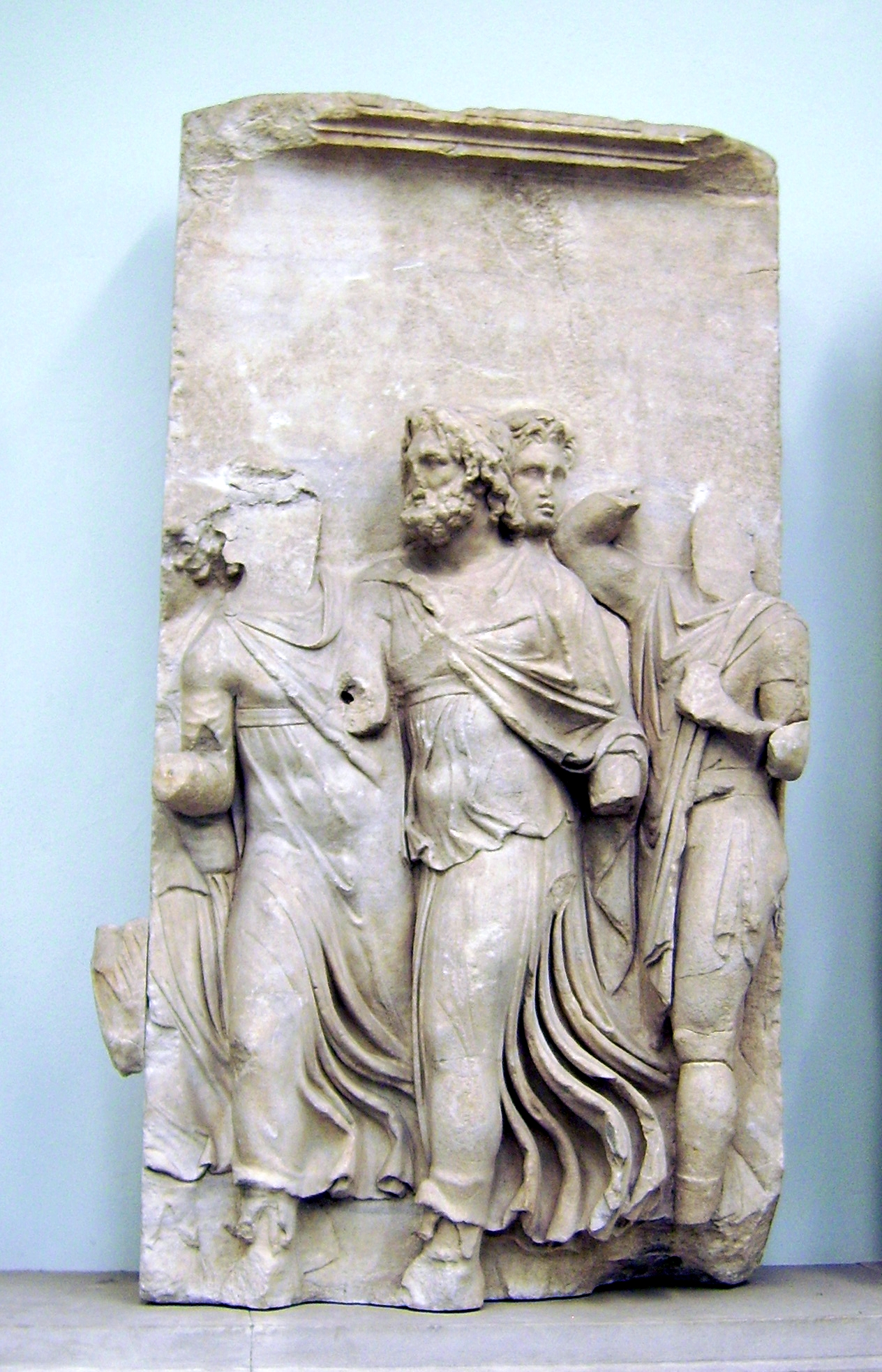
Teutras i Auge. Płaskorzeźba z ołtarza w Pergamonie

Według innej wersji mitu Aleus zamknął Auge i jej dziecko w skrzyni i wrzucił do morza. Pod czujną opieką Ateny skrzynia popłynęła ku Azji Mniejszej i zatrzymała się u ujścia rzeki Kaikos. Teutras, znalazłszy w skrzyni Auge, poślubił ją, a jej syna adoptował.
Dopłynięcie Auge do rzeki Kaikos, przedstawione na płaskorzeźbie ołtarza w Pergamonie i na pergameńskich monetach, wyjaśnia przeniesienie kultu Auge do Myzji przez kolonistów tegejskich. Zawiera też element obrzędowy, dotyczący przybywania bogini księżyca – Auge – na uroczystości noworoczne w łodzi wyobrażającej księżyc w nowiu. W ogóle mit o Auge tłumaczy emigrację Arkadyjczyków do Myzji prawdopodobnie pod naciskiem Achajów.

## Odnalezienie matki przez syna
Syn Auge, wykarmiony na górze Partenion przez łanię, został znaleziony przez pasterzy, którzy nadali mu imię Telefosa i zaprowadzili go do króla. Ci sami pasterze odnaleźli też w górach porzuconego przez Atalantę Partenopajosa, który został później towarzyszem Telefosa. Osiągnąwszy wiek męski, Telefos udał się do Delf, by dowiedzieć się o swoich rodziców. Otrzymał wtedy przepowiednię: Wyrusz na morze i odszukaj króla Teutrasa Myzyjczyka. Odnalazłszy Teutrasa, spotkał Auge, będącą żoną króla, która powiedziała mu, że jest jego matką, a ojcem jego był Herakles. Telefos uwierzył matce, był bowiem bardzo podobny do Heraklesa, a Teutras ożenił go ze swą córką Argiope i wyznaczył go na swego następcę.
W innej wersji mitu Telefos po zabiciu swych wujów Hippotoosa i Nereusa stracił mowę i niemy poszukiwał dalej rodziców. „Milczenie Telefosa” stało się przysłowiem. W poszukiwaniach mową służył Telefosowi Partenopajos. Zdarzyło się, że osławiony argonauta Idas, syn Afareusa, obległ króla Teutrasa, aby zagarnąć tron myzyjski. Zrozpaczony Teutras obiecał Telefosowi w zamian za ocalenie władzę nad Myzją wraz z ręką przybranej córki, Auge. Telefos przy pomocy Partenopajosa pobił Idasa w jednej bitwie. Obiecana Telefosowi za żonę Auge nie rozpoznała syna. Wierna jednakże pamięci Heraklesa na noc poślubną wzięła ze sobą miecz, którym niechybnie zabiłaby Telefosa, gdyby bogowie nie zesłali do łożnicy wielkiego węża, który ich rozdzielił. Przerażona Auge porzuciła miecz i przyznała się do zamiaru zabicia Telefosa, a ten w natchnieniu zawołał: Matko, matko. Płacząc padli sobie w ramiona i następnego dnia z błogosławieństwem Teutrasa wrócili do ojczyzny.
Grób Auge pokazywano w Pergamos nad rzeką Kaikos. Jego mieszkańcy uważali się za potomków emigrantów z Arkadii, którzy z Telefosem przybyli do Azji. Składali mu też ofiary jako herosowi. Opowieść o urodzeniu Telefosa na górze Partenion tłumaczy z kolei istnienie tam okręgu kultowego poświęconego temu herosowi. Przekształcenie Ateny z orgiastycznej oblubienicy w cnotliwą dziewicę-wojownika sprawiło, że w jednych wersjach mitu Teutras zostaje małżonkiem Auge, a w innych nabożnie ją adoptuje.

## Auge w literaturze
Auge była tytułową bohaterką niezachowanej tragedii Eurypidesa. Wątek zgwałcenia panny podczas nocnego święta przez pijanego zalotnika, który pozostawia pannie swój pierścień, wykorzystał później w swej komedii Sąd polubowny Menander.

## Rodowód
Ród ojca Auge wywodził się od Arkasa, pierwszego władcy Arkadii, syna Zeusa i Kallisto.